# 第20回全日本アンサンブルコンテスト
第20回全日本アンサンブルコンテストは、1997年に行われた全日本アンサンブルコンテストの第20回大会である。

## 概要
1997年3月20日に、金沢市観光会館で開催された。全日本吹奏楽連盟・朝日新聞社主催。文化庁・日本放送協会・石川県・石川県教育委員会後援。

### 審査員
- 新井靖志（サクソフォーン奏者）
- 栗田雅勝
- 島貫利博
- 鈴木豊人
- 田宮堅二（トランペット奏者）
- 堂阪清高
- 本田耕一
- 武藤賢一郎
- 守山光三

## 代表校・代表団体
下記表では同一校から2グループが出場した場合は、「W（ダブル）出場」と表記。

### 中学の部
| 中学の部 | 中学の部          | 中学の部                         | 中学の部                |
| 支部     | 都道府県 （地区） | 代表校                           | 出場回数                |
| -------- | ----------------- | -------------------------------- | ----------------------- |
| 北海道   |                   | 上磯町立上磯中学校吹奏楽部       | 初出場                  |
| 北海道   |                   | 遠軽町立遠軽中学校吹奏楽部       | 初出場                  |
| 東北     | 福島県            | 原町市立原町第一中学校吹奏楽部   | 2回目2年ぶり／Ｗ出場 ア |
| 東関東   | 千葉県            | 千葉県立土気中学校吹奏楽部       | 2回目2年連続            |
| 東関東   | 千葉県            | 聖徳大学附属中学校吹奏楽部       | 初出場                  |
| 西関東   | 埼玉県            | 八潮市立八潮中学校吹奏楽部       | 初出場                  |
| 西関東   | 埼玉県            | 狭山市立東中学校吹奏楽部         | 2回目2年連続            |
| 東京     | 東京都            | 世田谷学園中学校吹奏楽部         | 8回目2年連続            |
| 東京     | 東京都            | 板橋区立志村第一中学校吹奏楽部   | 初出場                  |
| 北陸     | 富山県            | 高岡市立芳野中学校吹奏楽部       | 初出場                  |
| 北陸     | 石川県            | 辰口町立辰口中学校吹奏楽部       | 3回目3年ぶり            |
| 東海     | 長野県            | 長野市立柳町中学校吹奏楽部       | 2回目4年ぶり            |
| 東海     | 長野県            | 松本市立筑摩野中学校吹奏楽部     | 初出場                  |
| 関西     | 滋賀県            | 八日市市立玉園中学校吹奏楽部     | 初出場                  |
| 関西     | 和歌山県          | 和歌山市立西和中学校吹奏楽部     | 5回目3年連続            |
| 中国     | 岡山県            | 岡山市立操南中学校吹奏楽部       | 3回目2年連続／Ｗ出場 イ |
| 四国     | 愛媛県            | 松山市立内宮中学校吹奏楽部       | 初出場                  |
| 四国     | 愛媛県            | 松山市立南中学校吹奏楽部         | 2回目2年ぶり            |
| 九州     | 鹿児島県          | 鹿児島市立谷山中学校吹奏楽部     | 初出場                  |
| 九州     | 沖縄県            | 具志川市立具志川東中学校吹奏楽部 | 初出場                  |

### 高校の部
| 高校の部 | 高校の部          | 高校の部                             | 高校の部                 |
| 支部     | 都道府県 （地区） | 代表校                               | 出場回数                 |
| -------- | ----------------- | ------------------------------------ | ------------------------ |
| 北海道   |                   | 北海道室蘭清水丘高等学校吹奏楽部     | 初出場                   |
| 北海道   |                   | 北海道札幌新川高等学校吹奏楽部       | 初出場                   |
| 東北     | 青森県            | 青森県立三沢商業高等学校吹奏楽部     | 初出場                   |
| 東北     | 岩手県            | 岩手県立黒沢尻北高等学校吹奏楽部     | 初出場                   |
| 東関東   | 茨城県            | 常総学院高等学校吹奏楽部             | 5回目3年連続             |
| 東関東   | 千葉県            | 聖徳大学附属高等学校吹奏楽部         | 2回目2年連続             |
| 西関東   | 埼玉県            | 埼玉県立越谷総合技術高等学校吹奏楽部 | 2回目8年ぶり             |
| 西関東   | 埼玉県            | 埼玉県立伊奈学園総合高等学校吹奏楽部 | 4回目3年連続             |
| 東京     | 東京都            | トキワ松学園高等学校吹奏楽部         | 初出場                   |
| 東京     | 東京都            | 世田谷学園高等学校吹奏楽部           | 4回目3年ぶり             |
| 北陸     | 富山県            | 富山県立高岡商業高等学校吹奏楽部     | 11回目5年連続／Ｗ出場 ウ |
| 東海     | 静岡県            | 東海大学第一高等学校吹奏楽部         | 2回目13年ぶり            |
| 東海     | 愛知県            | 愛知工業大学名電高等学校吹奏楽部     | 14回目2年連続            |
| 関西     | 京都府            | 花園高等学校吹奏楽部                 | 4回目7年ぶり             |
| 関西     | 大阪府            | 大阪府立淀川工業高等学校吹奏楽部     | 10回目3年ぶり            |
| 中国     | 島根県            | 出雲北陵高等学校吹奏楽部             | 2回目2年連続             |
| 中国     | 広島県            | 鈴峯女子高等学校吹奏楽部             | 初出場                   |
| 四国     | 香川県            | 高松第一高等学校吹奏楽部             | 6回目2年連続             |
| 四国     | 愛媛県            | 愛媛県立南宇和高等学校吹奏楽部       | 初出場                   |
| 九州     | 佐賀県            | 佐賀県立佐賀西高等学校吹奏楽部       | 2回目13年ぶり            |
| 九州     | 熊本県            | 玉名女子高等学校吹奏楽部             | 初出場                   |

### 大学の部
| 大学の部 | 大学の部          | 大学の部                                 | 大学の部      |
| 支部     | 都道府県 （地区） | 代表団体                                 | 出場回数      |
| -------- | ----------------- | ---------------------------------------- | ------------- |
| 北海道   |                   | 北海道教育大学旭川校吹奏楽団             | 10回目4年連続 |
| 東北     | 秋田県            | 秋田大学ニューブラスアンサンブル         | 4回目3年ぶり  |
| 東関東   | 神奈川県          | 文教大学湘南校舎吹奏楽部                 | 初出場        |
| 西関東   | 埼玉県            | 文教大学吹奏楽部                         | 6回目2年連続  |
| 東京     | 東京都            | 中央大学学友会文化連盟音楽研究会吹奏楽部 | 7回目4年連続  |
| 北陸     | 石川県            | 金沢大学吹奏楽団                         | 18回目4年連続 |
| 東海     | 静岡県            | 静岡大学吹奏楽団                         | 7回目2年ぶり  |
| 関西     | 京都府            | 立命館大学応援団吹奏楽部                 | 初出場        |
| 中国     | 岡山県            | 岡山大学応援団総部吹奏楽団               | 2回目16年ぶり |
| 四国     | 香川県            | 香川大学吹奏楽団                         | 8回目2年連続  |
| 九州     | 鹿児島県          | 鹿児島短期大学ブラスアンサンブル         | 初出場        |

### 職場の部
| 職場の部 | 職場の部          | 職場の部                       | 職場の部       |
| 支部     | 都道府県 （地区） | 代表団体                       | 出場回数       |
| -------- | ----------------- | ------------------------------ | -------------- |
| 北海道   |                   | 高橋水産吹奏楽団               | 5回目4年ぶり   |
| 東北     | 山形県            | 山形市役所吹奏楽団             | 初出場         |
| 東関東   | 茨城県            | 株式会社永江楽器金管六重奏団   | 初出場         |
| 西関東   | 群馬県            | 沖電気高崎吹奏楽団             | 2回目9年ぶり   |
| 東京     | 東京都            | さくら銀行吹奏楽団             | 4回目4年連続   |
| 北陸     | 石川県            | 開進堂楽器ウインドアンサンブル | 初出場         |
| 東海     | 三重県            | 日立金属（株）桑名工場吹奏楽団 | 4回目2年ぶり   |
| 関西     | 大阪府            | 阪急百貨店吹奏楽団             | 11回目2年連続  |
| 中国     | 広島県            | NTT中国吹奏楽団                | 15回目14年連続 |
| 九州     | 福岡県            | ブリヂストン吹奏楽団久留米     | 9回目6年連続   |

### 一般の部
| 一般の部 | 一般の部          | 一般の部                           | 一般の部     |
| 支部     | 都道府県 （地区） | 代表団体                           | 出場回数     |
| -------- | ----------------- | ---------------------------------- | ------------ |
| 北海道   |                   | 旭川交響吹奏楽団                   | 初出場       |
| 東北     | 福島県            | 梁川交響吹奏楽団                   | 初出場       |
| 東関東   | 千葉県            | 習志野シンフォニックブラス         | 初出場       |
| 西関東   | 埼玉県            | ソールリジェール吹奏楽団           | 2回目2年連続 |
| 東京     | 東京都            | 豊島区吹奏楽団                     | 3回目2年連続 |
| 北陸     | 石川県            | 金沢サクソフォーンアンサンブル     | 初出場       |
| 東海     | 長野県            | 長野サクソフォーンクワルテット     | 初出場       |
| 関西     | 大阪府            | 創価学会関西吹奏楽団               | 3回目2年ぶり |
| 中国     | 山口県            | 下松高校OB吹奏楽団                 | 初出場       |
| 四国     | 高知県            | クレール・サクソフォーンカルテット | 初出場       |
| 九州     | 福岡県            | 稲築吹奏楽団                       | 2回目9年ぶり |

## 結果

### 中学の部
| 中学の部 | 中学の部        | 中学の部                         | 中学の部             | 中学の部                                                             | 中学の部 | 中学の部   |
| No.      | 代表支部        | 団体名                           | 編成                 | 演奏曲（作曲者／編曲者）                                             | 賞       | 補足       |
| -------- | --------------- | -------------------------------- | -------------------- | -------------------------------------------------------------------- | -------- | ---------- |
| 1        | 東海／ 長野県   | 長野市立柳町中学校吹奏楽部       | 打楽器六重奏         | 打楽器合奏のためのオプティカル・ウェーヴ （松下功）                  | 銀       |            |
| 2        | 東関東／ 千葉県 | 千葉県立土気中学校吹奏楽部       | 打楽器六重奏         | バリ島からの幻想曲'84 （伊藤康英）                                   | 金       |            |
| 3        | 中国／ 岡山県   | 岡山市立操南中学校吹奏楽部       | 打楽器五重奏         | 花庭園 （藤家渓子）                                                  | 銀       | W出場 イ-1 |
| 4        | 北陸／ 石川県   | 辰口町立辰口中学校吹奏楽部       | 打楽器四重奏         | 4台のマリンバのための組曲「日本の四季」より秋茜、冬木立 （中澤道子） | 金       |            |
| 5        | 四国／ 愛媛県   | 松山市立内宮中学校吹奏楽部       | 金管八重奏           | ピアノとフォルテのソナタ （G.ガブリエーリ）                          | 銅       |            |
| 6        | 東関東／ 千葉県 | 聖徳大学附属中学校吹奏楽部       | 金管八重奏           | ピアノとフォルテのソナタ （G.ガブリエーリ）                          | 銀       |            |
| 7        | 東北／ 福島県   | 原町市立原町第一中学校吹奏楽部   | 金管八重奏           | 「三匹の猫」より （C.ヘーゼル）                                      | 銀       | W出場 ア-1 |
| 8        | 九州／ 鹿児島県 | 鹿児島市立谷山中学校吹奏楽部     | 金管八重奏           | ブルース・マーチ （R.プレムル）                                      | 銀       |            |
| 9        | 北陸／ 富山県   | 高岡市立芳野中学校吹奏楽部       | 金管八重奏           | 「スザート組曲」より1・4・6 （T.スザート）                           | 銅       |            |
| 10       | 東京／ 中学     | 世田谷学園中学校吹奏楽部         | トロンボーン三重奏   | 「無伴奏チェロ組曲」より （J.S.バッハ）                              | 金       |            |
| 11       | 西関東／ 埼玉県 | 八潮市立八潮中学校吹奏楽部       | サクソフォーン四重奏 | グラーヴェとプレスト （J.リヴィエ）                                  | 金       |            |
| 12       | 関西／ 滋賀県   | 八日市市立玉園中学校吹奏楽部     | サクソフォーン四重奏 | アンダンテとスケルツェット （P.ランティエ）                          | 銅       |            |
| 13       | 九州／ 沖縄県   | 具志川市立具志川東中学校吹奏楽部 | クラリネット八重奏   | ドデカフォニック・エッセイ （E.デル・ボルゴ）                        | 銅       |            |
| 14       | 北海道          | 上磯町立上磯中学校吹奏楽部       | クラリネット六重奏   | ほたる （E.ボザ）                                                    | 銀       |            |
| 15       | 四国／ 愛媛県   | 松山市立南中学校吹奏楽部         | クラリネット三重奏   | 「テルツェット」より第2、3楽章 （M.プート）                          | 銀       |            |
| 16       | 東京／ 中学     | 板橋区立志村第一中学校吹奏楽部   | クラリネット三重奏   | 「テルツェット」より （M.プート）                                    | 金       |            |
| 17       | 東海／ 長野県   | 松本市立筑摩野中学校吹奏楽部     | フルート七重奏       | 夏山の一日 （E.ボザ）                                                | 金       |            |
| 18       | 中国／ 岡山県   | 岡山市立操南中学校吹奏楽部       | 木管七重奏           | マリア・イザベラ （A.ベリオ）                                        | 金       | W出場 イ-2 |
| 19       | 関西／ 和歌山県 | 和歌山市立西和中学校吹奏楽部     | 木管七重奏           | 「展覧会の絵」より （M.ムソルグスキー）                              | 銀       |            |
| 20       | 東北／ 福島県   | 原町市立原町第一中学校吹奏楽部   | 木管八重奏           | 「セレナード第12番 ハ短調」より （W.A.モーツァルト）                 | 銅       | W出場 ア-2 |
| 21       | 北海道          | 遠軽町立遠軽中学校吹奏楽部       | 木管六重奏           | 木管六重奏のための「春」より （H.トマジ）                            | 銀       |            |
| 22       | 西関東／ 埼玉県 | 狭山市立東中学校吹奏楽部         | 木管八重奏           | 「スペイン組曲」よりアラゴン （I.アルベニス）                        | 銀       |            |

### 高校の部
| 高校の部 | 高校の部        | 高校の部                             | 高校の部             | 高校の部                                                                              | 高校の部 | 高校の部   |
| No.      | 代表支部        | 団体名                               | 編成                 | 演奏曲（作曲者／編曲者）                                                              | 賞       | 補足       |
| -------- | --------------- | ------------------------------------ | -------------------- | ------------------------------------------------------------------------------------- | -------- | ---------- |
| 1        | 北陸／ 富山県   | 富山県立高岡商業高等学校吹奏楽部     | 打楽器八重奏         | マリンバとパーカッションアンサンブルのための協奏曲 （N.ロサウロ）                     | 金       | W出場 ウ-1 |
| 2        | 中国／ 島根県   | 出雲北陵高等学校吹奏楽部             | 弦打楽器六重奏       | マリンバとパーカッションアンサンブルのための協奏曲 （N.ロサウロ）                     | 銀       |            |
| 3        | 北海道          | 北海道室蘭清水丘高等学校吹奏楽部     | 打楽器六重奏         | 打楽器合奏のためのオプティカル・ウェーブ （松下功）                                   | 銀       |            |
| 4        | 九州／ 熊本県   | 玉名女子高等学校吹奏楽部             | 打楽器五重奏         | 「ゲインズボーロー」よりII・III （T.ゴーガー）                                        | 銀       |            |
| 5        | 東北／ 青森県   | 青森県立三沢商業高等学校吹奏楽部     | 管打八重奏           | 「子供のアルバム」より葬送の行進、トッカータ （A.ハチャトゥリアン）                   | 銀       |            |
| 6        | 西関東／ 埼玉県 | 埼玉県立越谷総合技術高等学校吹奏楽部 | 金管八重奏           | 「金管のためのテルプシコーレ集」より入場、ボルト、カナリー、ブーレ （M.プレトリウス） | 銅       |            |
| 7        | 北陸／ 富山県   | 富山県立高岡商業高等学校吹奏楽部     | 金管八重奏           | 第1旋法による8声のカンツォン （G.ガブリエーリ）                                       | 銅       | W出場 ウ-2 |
| 8        | 東海／ 愛知県   | 愛知工業大学名電高等学校吹奏楽部     | 金管八重奏           | 第1旋法による8声のカンツォン （G.ガブリエーリ）                                       | 銀       |            |
| 9        | 西関東／ 埼玉県 | 埼玉県立伊奈学園総合高等学校吹奏楽部 | 金管八重奏           | 「ロンドンの小景」より （G.ラングフォード）                                           | 金       |            |
| 10       | 四国／ 愛媛県   | 愛媛県立南宇和高等学校吹奏楽部       | サクソフォーン四重奏 | 「サクソフォーン四重奏曲」より第1番 （J.B.サンジュレー）                              | 銅       |            |
| 11       | 東京／ 高校     | トキワ松学園高等学校吹奏楽部         | サクソフォーン四重奏 | 「四重奏曲」より第3楽章 （A.デザンクロ）                                              | 金       |            |
| 12       | 九州／ 佐賀県   | 佐賀県立佐賀西高等学校吹奏楽部       | サクソフォーン四重奏 | 「ルーマニア民謡の主題による組曲」よりI・V （J.アプシル）                             | 銅       |            |
| 13       | 中国／ 広島県   | 鈴峯女子高等学校吹奏楽部             | クラリネット八重奏   | 「弦楽のためのセレナード」よりロシア主題による終曲 （P.チャイコフスキー）             | 銀       |            |
| 14       | 関西／ 京都府   | 花園高等学校吹奏楽部                 | クラリネット八重奏   | 序奏とロンド （G.ジェイコブ）                                                         | 銅       |            |
| 15       | 東関東／ 千葉県 | 聖徳大学附属高等学校吹奏楽部         | クラリネット八重奏   | 歌劇「はかなき人生」よりスペイン舞曲第1番 （M.ファリャ）                              | 銀       |            |
| 16       | 四国／ 香川県   | 高松第一高等学校吹奏楽部             | クラリネット八重奏   | 「リクディム」4つのイスラエル民族舞曲第1、2、4楽章 （J.ヴァン=デル=ロースト）         | 銀       |            |
| 17       | 東京／ 高校     | 世田谷学園高等学校吹奏楽部           | クラリネット八重奏   | スペイン組曲 （I.アルベニス）                                                         | 金       |            |
| 18       | 東北／ 岩手県   | 岩手県立黒沢尻北高等学校吹奏楽部     | クラリネット七重奏   | 歌劇「雪娘」より道化師の踊り （N.A.リムスキー=コルサコフ）                            | 銀       |            |
| 19       | 関西／ 大阪府   | 大阪府立淀川工業高等学校吹奏楽部     | クラリネット七重奏   | 序奏とロンド （G.ジェイコブ）                                                         | 金       |            |
| 20       | 東関東／ 茨城県 | 常総学院高等学校吹奏楽部             | クラリネット六重奏   | 「家族」よりパパ、ママ、フィリベール （R.ルーシュール）                               | 金       |            |
| 21       | 北海道          | 北海道札幌新川高等学校吹奏楽部       | 木管五重奏           | 「ディベルティメント 変ロ長調」より （J.ハイドン）                                    | 銀       |            |
| 22       | 東海／ 静岡県   | 東海大学第一高等学校吹奏楽部         | 木管五重奏           | 日本の心～浜辺の歌、早春賦、村まつり、月の砂漠、赤い靴 （ ／杉浦邦弘）                | 金       |            |

### 大学の部
| 大学の部 | 大学の部          | 大学の部                                 | 大学の部             | 大学の部                                                               | 大学の部 | 大学の部 |
| No.      | 代表支部          | 団体名                                   | 編成                 | 演奏曲（作曲者／編曲者）                                               | 賞       | 補足     |
| -------- | ----------------- | ---------------------------------------- | -------------------- | ---------------------------------------------------------------------- | -------- | -------- |
| 1        | 東海／ 静岡県     | 静岡大学吹奏楽団                         | 金管八重奏           | 「ニューヨークのロンドン子」より5.ラジオシティ （J.パーカー            | 銀       |          |
| 2        | 北陸／ 石川県     | 金沢大学吹奏楽団                         | 金管八重奏           | ピアノとフォルテのソナタ （G.ガブリエーリ）                            | 銅       |          |
| 3        | 東北／ 秋田県     | 秋田大学ニューブラスアンサンブル         | 金管五重奏           | アメリカン・イメージズ （R.ロブリー）                                  | 銅       |          |
| 4        | 東京／ 大学       | 中央大学学友会文化連盟音楽研究会吹奏楽部 | サクソフォーン四重奏 | アンダンテとスケルツォ （E.ボザ）                                      | 金       |          |
| 5        | 四国／ 香川県     | 香川大学吹奏楽団                         | サクソフォーン四重奏 | 「四重奏曲」より （A.デザンクロ）                                      | 銀       |          |
| 6        | 東関東／ 神奈川県 | 文教大学湘南校舎吹奏楽部                 | サクソフォーン四重奏 | 「四重奏曲」より第4楽章 （C.パスカル）                                 | 銀       |          |
| 7        | 中国／ 岡山県     | 岡山大学応援団総部吹奏楽団               | クラリネット四重奏   | クラリネット四重奏のための“クローバー・ファンタジー” （三浦真理）      | 銀       |          |
| 8        | 関西／ 京都府     | 立命館大学応援団吹奏楽部                 | クラリネット四重奏   | アルグレスク （J.ヴァン=デル=ロースト）                                | 金       |          |
| 9        | 西関東／ 埼玉県   | 文教大学吹奏楽部                         | クラリネット四重奏   | 4本のクラリネットのための「6つの小片」よりI・II・VI （J.M.デファイエ） | 金       |          |
| 10       | 九州／ 鹿児島県   | 鹿児島短期大学ブラスアンサンブル         | フルート四重奏       | 「夏山の一日」より （E.ボザ）                                          | 銀       |          |
| 11       | 北海道            | 北海道教育大学旭川校吹奏楽団             | 木管六重奏           | シンフォニア・ダ・カメラ （P.M.デュボア）                              | 銀       |          |

### 職場の部
| 職場の部 | 職場の部        | 職場の部                       | 職場の部             | 職場の部                                                      | 職場の部 | 職場の部 |
| No.      | 代表支部        | 団体名                         | 編成                 | 演奏曲（作曲者／編曲者）                                      | 賞       | 補足     |
| -------- | --------------- | ------------------------------ | -------------------- | ------------------------------------------------------------- | -------- | -------- |
| 1        | 東北／ 山形県   | 山形市役所吹奏楽団             | 管打四重奏           | クシコス・ポスト （H.ネッケ）                                 | 銀       |          |
| 2        | 九州／ 福岡県   | ブリヂストン吹奏楽団久留米     | 金管八重奏           | ピアノとフォルテのソナタ （G.ガブリエーリ）                   | 銀       |          |
| 3        | 北陸／ 石川県   | 開進堂楽器ウインドアンサンブル | トランペット七重奏   | 「組曲」よりイントラーダ （R.プレステイ）                     | 銀       |          |
| 4        | 東関東／ 茨城県 | 株式会社永江楽器金管六重奏団   | 金管六重奏           | 金管六重奏のためのラプソディー （福田昌範）                   | 銅       |          |
| 5        | 西関東／ 群馬県 | 沖電気高崎吹奏楽団             | トロンボーン四重奏   | トロンボーン四重奏のためのシャコンヌとマーチ （W.プレッサー） | 銀       |          |
| 6        | 中国／ 広島県   | NTT中国吹奏楽団                | サクソフォーン四重奏 | 四重奏曲 （A.グラズノフ）                                     | 金       |          |
| 7        | 東海／ 三重県   | 日立金属（株）桑名工場吹奏楽団 | サクソフォーン四重奏 | 「四重奏曲」より第4楽章 （C.パスカル）                        | 金       |          |
| 8        | 北海道          | 高橋水産吹奏楽団               | クラリネット四重奏   | 「ソナタ ト短調」より （T.アルビノーニ）                      | 銅       |          |
| 9        | 東京／ 職場     | さくら銀行吹奏楽団             | 木管三重奏           | グランドトリオ （L.v.ベートーヴェン）                         | 金       |          |
| 10       | 関西／ 大阪府   | 阪急百貨店吹奏楽団             | 管打三重奏           | トリオソナタ （G.F.ヘンデル）                                 | 金       |          |

### 一般の部
| 一般の部 | 一般の部        | 一般の部                           | 一般の部             | 一般の部                                                                                 | 一般の部 | 一般の部 |
| No.      | 代表支部        | 団体名                             | 編成                 | 演奏曲（作曲者／編曲者）                                                                 | 賞       | 補足     |
| -------- | --------------- | ---------------------------------- | -------------------- | ---------------------------------------------------------------------------------------- | -------- | -------- |
| 1        | 中国／ 山口県   | 下松高校OB吹奏楽団                 | 打楽器六重奏         | セレブレーションとコラール （N.デ・ポンテ）                                              | 銀       |          |
| 2        | 東北／ 福島県   | 梁川交響吹奏楽団                   | 金管八重奏           | 「金管のためのテルプシコーレ集」よりエントリー、ブーレ、ヴォルト （M.プレトリウス）      | 銅       |          |
| 3        | 東京／ 一般     | 豊島区吹奏楽団                     | 金管八重奏           | ロンドンの小景 （G.ラングフォード）                                                      | 金       |          |
| 4        | 北海道          | 旭川交響吹奏楽団                   | 金管八重奏           | 「ニューヨークのロンドン子」より3.グランド・セントラル駅 5.ラジオ・シティ （J.パーカー） | 金       |          |
| 5        | 北陸／ 石川県   | 金沢サクソフォーンアンサンブル     | サクソフォーン八重奏 | 「弦楽のためのセレナード」より終楽章 （P.チャイコフスキー）                              | 銀       |          |
| 6        | 東海／ 長野県   | 長野サクソフォーンクワルテット     | サクソフォーン四重奏 | 4つの自我 （平部やよい）                                                                 | 金       |          |
| 7        | 九州／ 福岡県   | 稲築吹奏楽団                       | サクソフォーン四重奏 | 「四重奏曲」より第1楽章 （A.デザンクロ）                                                 | 銅       |          |
| 8        | 四国／ 高知県   | クレール・サクソフォーンカルテット | サクソフォーン四重奏 | 「ベルガマスク組曲」よりプレリュード （C.ドビュッシー）                                  | 銅       |          |
| 9        | 西関東／ 埼玉県 | ソールリジェール吹奏楽団           | クラリネット八重奏   | 「リクディム」4つのイスラエル民族舞曲 （J.ヴァン=デル=ロースト）                         | 金       |          |
| 10       | 関西／ 大阪府   | 創価学会関西吹奏楽団               | クラリネット八重奏   | シンプル・シンフォニー （B.ブリテン）                                                    | 銀       |          |
| 11       | 東関東／ 千葉県 | 習志野シンフォニックブラス         | クラリネット六重奏   | 「家族」よりパパ、ママ、フィリベール （R.ルーシュール）                                  | 銀       |          |